# تشارلي فاسكيز
تشارلي فاسكيز (بالإنجليزية: Charlie Vázquez)‏ (14 مايو 1971، ذا برونكس في الولايات المتحدة)؛ روائي أمريكي.